# Zübeyde Hanım

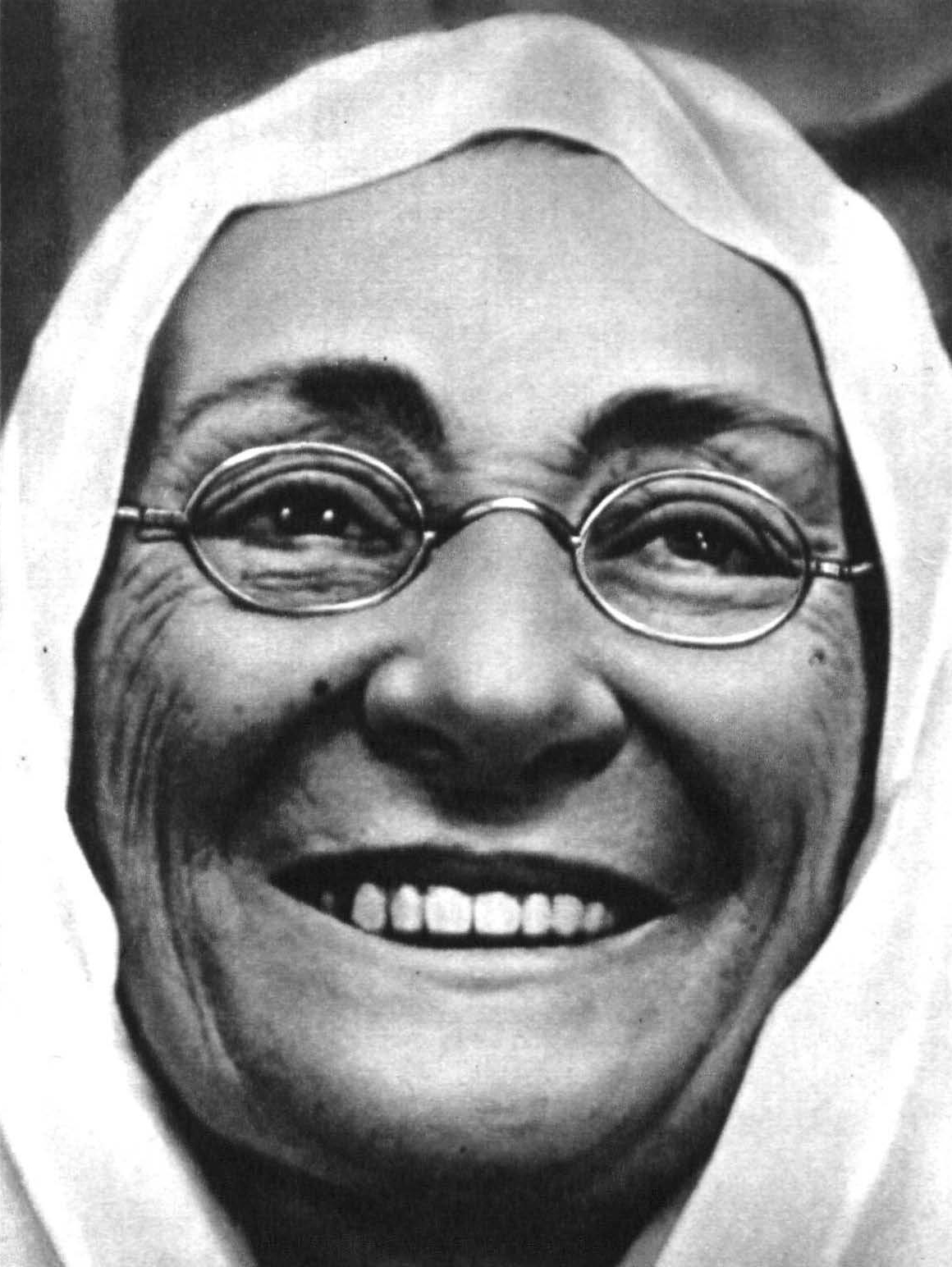
Zübeyde Hanım

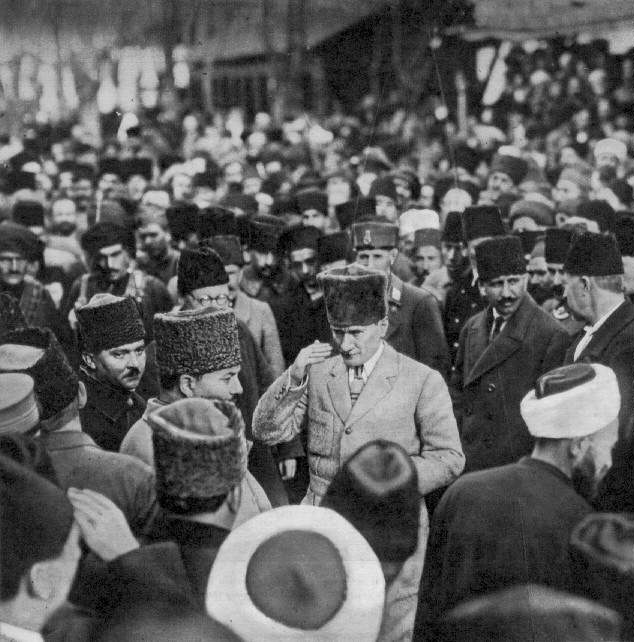
Mustafa Kemal Pascha am Todestag seiner Mutter

Zübeyde Hanım (* 1857 in Langadas, Vilâyet Saloniki, heute Griechenland; † 14. Januar 1923 in Izmir) war die Mutter von Mustafa Kemal Atatürk, dem Gründervater der Türkei. Hanım ist nicht ihr Familienname, sondern ist die türkische Form des Beinamens Chanum und bedeutet Dame, was in der türkischen Sprache Ausdruck von Höflichkeit und Respekt ist.
Zübeyde wurde im Dorf Langadas (heute Regionalbezirk Thessaloniki) im Osmanischen Reich als die Tochter eines türkischen Landwirts geboren. Sie war neben ihren zwei Brüdern die einzige Tochter der Hacısofular-Familie.
Sie heiratete im Jahre 1878 Ali Rıza Efendi und hatte mit ihm sechs Kinder: Fatma, Ömer, Ahmet, Makbule, Naciye und 1881 Mustafa. Vier von ihnen starben bereits in jungem Alter. Seit der Eheschließung bewohnte sie mit ihrem Mann das heute als Atatürk-Haus bekannte traditionell osmanische Gebäude in Thessaloniki.